# Two (série télévisée)
Pour les articles homonymes, voir Two.
Two est une série télévisée canadienne en 22 épisodes de 45 minutes, créée par Charles Grant Craig, produite par Stephen J. Cannell et diffusée entre le 12 septembre 1996 et le 7 juin 1997 sur le réseau CTV.
En France, la série a été diffusée à partir du 12 septembre 1997 sur M6. Rediffusion sur 13ème rue et sur W9 à partir du 8 avril 2006.

## Synopsis
Gus McClain a une vie des plus enviables, marié à une très belle femme, il exerce son métier de professeur avec talent et est reconnu auprès de ses pairs. Pourtant, du jour au lendemain, rien ne va. On lui accorde des comportements violents et des témoins assurent qu'il a commis des actes criminels. Lorsque sa femme est assassinée, plusieurs personnes témoignent qu'il était présent chez lui. L'agent Theresa Carter du FBI vient l'arrêter. Plus tard, alors qu'il est emmené en fourgon blindé, il est délivré par un homme, Booth Hubbard, qui lui révèle qu'il est son jumeau. Abandonné par sa mère, il s'est juré de vivre la vie qu'il n'a pu avoir, celle de Gus…

## Distribution

### Acteurs principaux
- Michael Easton (VF : François Leccia) : Gus McClain / Booth Hubbard
- Barbara Tyson (VF : Ninou Fratellini) : Agent Theresa Carter

### Acteurs récurrents et invités
- Lochlyn Munro : Agent Andrew Forbes (9 épisodes)
- Allison Hossack : Sarah McClain / Sally Bragg (épisodes 1 et 11)
- Laurie Holden : Madeline Reynolds (épisode 4)
- Megan Leitch (VF : Martine Irzenski) : Victoria Sloane (épisode 9)

 Source et légende : version française (VF) sur RS Doublage

## Épisodes
1. Apparition diabolique (Two)
2. Chasse à l'homme (A.D.)
3. Vision prémonitoire (Dream Prisoner)
4. Malheureux Anniversaire (Many Happy Returns)
5. L'Accident (Black Ops)
6. L'Œil de Moscou (Russian Hill)
7. Un jeu pervers (Games People Play)
8. Coincé entre deux causes (Armies of the Night)
9. Le Secret de Victoria (Victoria's Secret)
10. Jeux méchants (No Man's Land)
11. À trop souffler sur les braises (Reunion)
12. Les Parents nourriciers (Prodigal)
13. Marche ou crève (Sink or Swim)
14. Rendez-vous à la morgue (Leap of Faith)
15. Que justice soit faite (Prom Night)
16. Un choix difficile (The Nun Story)
17. Sous les feux de la rampe (Between The Lines)
18. Dangereuse Randonnée (Bad Company)
19. L'Échéance (The Reckoning)
20. L'Évasion (Chain Gang)
21. Meurtre au consulat (Forget Me Not)
22. Preuve par l'image (Tale of the Tape)

## Gus et Booth
Sur les 22 épisodes ont voit Gus affronter Booth son jumeau psychopathe dans sept épisodes :
- Épisode 1 - Apparition diabolique
- Épisode 4 - Malheureux anniversaire
- Épisode 7 - Un jeu pervers
- Épisode 14 - Rendez-vous à la morgue
- Épisode 17 - Sous les feux de la rampe
- Épisode 19 - L'échéance
- Épisode 22 - Preuve par l'image

## Commentaires
Il existe un pilote non diffusé (Unaired Pilot) dans lequel les deux frères jumeaux Gus et Booth sont interprétés par l'acteur Adam Storke. Mais n'ayant pas été convaincant, il a été remplacé par Michael Easton qui a rejoué les scènes pour le pilote et endossé les deux rôles pour la suite.